# Philippe Prost
Philippe Prost (* 1959 in Frankreich) ist ein französischer Architekt, Stadtplaner, Hochschullehrer und Autor.

## Leben
Prost erhielt sein staatliches Diplom Architecte DPLG nach dem Abschluss seiner Studien an der Pariser École de Chaillot, dem früheren Centre d'études supérieures d'histoire et de conservation des monuments anciens. In der Folgezeit war er unter anderem 12 Jahre lang mit der Restaurierung und der Entwicklung der Zitadelle von Le Palais auf der Belle-Île in der Bretagne befasst und forschte über die Festungsbauten Vaubans. Seit 2001 bis zur Gründung seines eigenen Büros 1998 war er als Forscher am Institut parisien de recherche architecture, urbanisme société (IPRAUS) an der École Nationale Supérieure d’Architecture de Paris-Belleville (ENSAPB) tätig, an der er noch heute (2014) neben seiner beruflichen Tätigkeit lehrt.

## Durchgeführte Arbeiten
- bis 2004: Neubauten im Pariser Viertel ZAC de la Réunion.
- 2006: Neubau des Hauptquartiers der französischen Armee an der École Militaire in Paris.
- 2009: Umbau der Chambre de commerce et d’industrie Grand Lille, Lille.
- 2009: Umbau der Munitionsfabrik Cartoucherie in Bourg-lès-Valence.
- 2010–2013: Umbau einer Ziegelei in Vitry-sur-Seine, Département Val-de-Marne zu einem Choreographiezentrum.
- 2011–2016: Umbau der Monnaie de Paris, Paris.
- 2014: L’Anneau de la Mémoire – Gefallenenmahnmal Notre-Dame-de-Lorette, Ablain-Saint-Nazaire.[1]

## Preise und Auszeichnungen
- 2004: Prix de l’Équerre d’argent für seine Neubauten in der Pariser ZAC de la Réunion.
- 2010: Ehrenvolle Erwähnung beim Prix de l’Équerre d'argent für seine Wohnbauten in der Rue Ramponeau im 20. Arrondissement (Paris).

## Veröffentlichungen
- Les forteresses de l’Empire: Fortifications, villes de guerre et arsenaux, 1991.
- mit Nicolas Faucherre: Le triomphe de la méthode. Le traité de l’attaque des places de Monsieur de Vauban ingénieur du roi. Gallimard, Paris 1992, ISBN 2-07-053227-5.
- Les fortifications du littoral. La Charente-Maritime. Éditions Patrimoine et Médias, Chauray 1993.
- Herausgeber mit Nicolas Faucherre und Alain Chazette: Les fortifications du littoral: la Bretagne sud. Patrimoines et Médias, 1998, ISBN 2-910137-24-4.
- Vauban: Le style de l'intelligence, Archibooks, Paris 2007, ISBN 978-2-357330115.
- La Briqueterie: Une architecture pour la danse. Ante prima, Paris 2013, ISBN 978-2-87143-277-7.